# Trương Gia Nghê
Trương Gia Nghê (tiếng Trung: 张嘉倪; sinh ngày 22 tháng 6 năm 1987) là một ca sĩ và diễn viên người Trung Quốc. Cô được đông đảo khán giả biết đến sau các bộ phim Cung tỏa châu liêm, Huyền của Ôn Noãn và Diên Hi công lược.

## Tiểu sử và học vấn
Trương Gia Nghê sinh ra và lớn lên ở Tứ Xuyên, Thành Đô. Cô tốt nghiệp Học viện Điện ảnh Bắc Kinh, chuyên ngành biểu diễn.

## Sự nghiệp
Năm 2006, cô giành chiến thắng trong cuộc thi Tìm kiếm Tử Lăng (寻找紫菱) của Hồ Nam TV. Từ đó, cô chính thức bước chân vào ngành giải trí.
Vai diễn đầu tay của cô là nữ chính Uông Tử Lăng trong phim truyền hình Tân một thoáng mộng mơ (2006) đóng cùng với Tần Lam, Bảo Kiếm Phong và Phương Trung Tín. Đây là một bộ phim truyền hình lãng mạn chuyển thể dựa trên tiểu thuyết cùng tên của Quỳnh Dao (bản đầu tiên ra mắt năm 1996) và cô đã giành được Giải thưởng Diễn viên Triển vọng tại Giải thưởng Điện ảnh và Truyền hình Bắc Kinh. Sự hợp tác của cô cùng nam chính Phương Trung Tín đã từng một thời khiến báo đài tốn nhiều giấy mực. Nguyên nhân bởi vì khoảng cách tuổi tác giữa họ lên đến 24 tuổi. Sự chênh lệch về tuổi đời lẫn tuổi nghề của hai người đã làm dấy lên nhiều ý kiến trái chiều.
Cùng năm đó, cô tham gia bộ phim điện ảnh đầu tay là Mùa hè tốt nghiệp của chúng tôi, đóng vai Xiao Xia.
Năm 2009, cô đóng chung với Minh Đạo trong phim Nụ cười của trái tim và giành được giải thưởng Người nổi tiếng xuất sắc nhất trong Danh sách ngôi sao giải trí.
Vai Trương Tố Tố của cô trong bộ phim truyền hình Tinh trung Nhạc Phi 2013 đã khiến tiếng tăm của cô càng thêm nổi tiếng khi cô đóng vai 1 cô gái yêu đơn phương Nhạc Phi (do Huỳnh Hiểu Minh thủ vai).

## Cuộc sống cá nhân
Cô đã kết hôn cùng doanh nhân Mãi Siêu vào năm 2016 và có hai con trai. Trong một bài phỏng vấn, Trương Gia Nghê đã khiến công chúng phải bất ngờ với góc khuất của cuộc hôn nhân này. Cụ thể, mặc dù đã đăng ký kết hôn với ông xã Mãi Siêu từ nhiều năm trước, cả hai vẫn chưa tổ chức đám cưới.

## Danh sách phim và các chương trình đã tham gia

### Phim điện ảnh
| Năm  | Tên                             | Tên tiếng Trung | Vai      | Ghi chú |
| ---- | ------------------------------- | --------------- | -------- | ------- |
| 2009 | Mùa hè tốt nghiệp của chúng tôi | 我们毕业的夏天  | Xiao Xia |         |
| 2011 | Nước mắt xanh duơng             | 幸福速递        |          |         |
| 2017 | Tuổi trẻ và điều tuyệt vời      | 青春逗          | Ke Yun   |         |

### Phim truyền hình
| Năm  | Tên phim                                         | Tên tiếng Trung    | Vai                            | Ghi chú       |
| ---- | ------------------------------------------------ | ------------------ | ------------------------------ | ------------- |
| 2006 | Tân một thoáng mộng mơ                           | 又见一帘幽梦       | Uông Tử Lăng                   | Vai chính     |
| 2009 | Nụ cười trong tim                                | 微笑在我心         | Xiang Tianwei                  |               |
| 2010 | Thiên sư chung quỳ                               | 天师钟馗之美丽传说 | Nhiếp Tiểu Thiện/ Nie Xiaoqing | Vai chính     |
| 2010 | Strands of Love                                  | 丝丝心动           | Zhang Xiarou                   |               |
| 2010 | Tình yêu của mẹ                                  | 母亲心             | Weng Shizhen                   |               |
| 2011 | Tân Hoàn Châu Cách cách                          | 新还珠格格         | Đỗ Nhược Lan                   | Vai phụ       |
| 2012 | From Love                                        | 离爱               | Huo Buding                     |               |
| 2012 | Cung tỏa châu liêm                               | 宫锁珠帘           | Ngọc Thấu                      | Vai phụ       |
| 2012 | Allure Snow/ Khuynh Thành Tuyết/ Mỹ nhân như họa | 倾城雪             | Giang Bội Vân                  |               |
| 2013 | Tinh trung Nhạc Phi                              | 精忠岳飞           | Ngô Tố Tố                      | Vai thứ       |
| 2013 | Hoa khai bán hạ                                  | 花开半夏           | Trình Tú Tú                    | Vai thứ chính |
| 2013 | The Ultimate Conquest                            | 武间道             | Han Meiyu                      |               |
| 2014 | Tam quốc nhiệt                                   | 三国热             | Tôn Thượng Hương               |               |
| 2015 | Love Me, Don't Go                                | 爱我，你别走       | Kim Yết                        |               |
| 2016 | Tình yêu chốn đô thị                             | 城市恋人           | Lin Sheshe                     |               |
| 2017 | Chiến lang                                       | 百战天狼           | Chu Hồng Sơn                   |               |
| 2017 | Hiệp khách hành                                  | 新侠客行           | Đinh Đang                      |               |
| 2018 | Huyền của Ôn Noãn                                | 温暖的弦           | Bạc Nhất Tâm                   | Vai thứ chính |
| 2018 | Diên Hi công lược                                | 延禧攻略           | Nữu Hỗ Lộc Trầm Bích           | Vai phụ       |
| 2020 | Bác sĩ nhỏ                                       | 小大夫             | Hoàng Dung                     | [ 11 ]        |
| 2021 | Thiên Cổ Quyết Trần                              | 千古玦尘           | Vu Hoán                        | [ 12 ]        |

### Chương trình thực tế
| Năm  | Tên chương trình                 | Tên tiếng Trung    | Tên tiếng Anh            | Chú thích        |
| ---- | -------------------------------- | ------------------ | ------------------------ | ---------------- |
| 2007 | Phép màu khiêu vũ                | 舞动奇迹           | Strictly Come Dancing    |                  |
| 2015 | Phòng chứa bí mật của các vì sao | 星星的密室         | The Chamber of the Stars | Khách mời        |
| 2019 | Keep Running (mùa 7)             | 奔跑吧2019节目列表 | Keep Running             | Khách mời        |
| 2019 | Ace vs. Ace                      | 王牌對王牌         |                          | Khách mời        |
| 2019 | Chuyến du lịch lãng mạn của vợ   | 妻子的浪漫旅行     | Viva La Romance          | Thành viên chính |
| 2019 | 花花萬物2                        |                    |                          |                  |

## Tác phẩm âm nhạc
| Tên                | Tên tiếng trung | Ghi chú |
| ------------------ | --------------- | ------- |
| Bài hát tình yêu   | 相思曲          |         |
| Khóc cho bạn       | 为你哭          |         |
| Nụ cười tỏa nắng   | 微笑阳光        |         |
| Cảm giác ấy là yêu | 这感觉就是爱    |         |
| Cuộc gặp định mệnh | 相遇的魔咒      |         |

## Giải thưởng
| Năm  | Giải thưởng                                  | Hạng mục              | Tác phẩm               | Ghi chú |
| ---- | -------------------------------------------- | --------------------- | ---------------------- | ------- |
| 2008 | Giải thưởng Điện ảnh và Truyền hình Bắc Kinh | Nữ diễn viên ấn tượng | Tân một thoáng mộng mơ |         |
| 2010 | Giải thưởng âm nhạc của CCTV-MTV             | Bài hát vàng của năm  | Nụ cười tỏa nắng       | [ 13 ]  |